# Bandeira de Guernsey
A Bandeira de Guernsey, adotada em 1985 é um dos símbolos oficiais dessa dependência da Coroa Britânica.

## História
A bandeira anterior de Guernsey era a da Cruz de São Jorge, que Guernsey foi autorizada a usar em 1936 para sua bandeira de estado. No entanto, existem evidências que sugerem a existência de uma bandeira de Guernsey ainda mais antiga, usada em meados do século XIX. Era uma cruz de São Jorge em um campo xadrez azul e branco, com a bandeira da União no cantão. Mais detalhes sobre seu uso e status oficial permanecem duvidosos, no entanto.

Século XIX
1936–85

## Características
Seu desenho consiste em um retângulo de proporção largura-comprimento de 2:3 com um fundo branco que contém uma cruz vermelha de São Jorge sobreposta por uma cruz de Guilherme, o Conquistador na cor ouro. O vermelho da bandeira é a cor pantone 185C e o amarelo-ouro 108C.

## Simbolismo
A Cruz de são Jorge, que também aparece na Bandeira da Inglaterra, simboliza os laços com a Coroa Britânica. A cruz em ouro representa Guilherme, o Conquistador, duque da Normandia, fazendo referência ao fato de que a ilha de Guernsey já fez parte da Normandia.

## Bandeira do Tenente-Governador

Bandeira do Tenente-Governador

O Tenente-Governador para o território é o chefe de governo de Guernsey e possui bandeira própria. Seu desenho é uma bandeira da União com o seu brasão de armas ao centro. Esse design é semelhante às bandeiras de outros Governadores nos territórios ultramarinos britânicos.